# Premio di Letteratura Italiana Contemporanea
Il Premio Internazionale Letteratura Italiana Contemporanea è un concorso letterario annuale istituito nel 2013, giunto alla sua XIII edizione nel 2025. È organizzato dall'Associazione Letteratura Cultura Editoria (LCE) in collaborazione con la casa editrice Laura Capone Editore. La cerimonia ufficiale della premiazione si svolge a Roma nella Sala della Protomoteca in Campidoglio, dove fu insignito Poeta Francesco Petrarca, con la collaborazione della Presidenza dell'Assemblea Capitolina, On. Svetlana Celli 

## Storia
Il premio è nato con l'obiettivo di promuovere e valorizzare la letteratura italiana contemporanea, offrendo visibilità a scrittori emergenti e affermati. Nel corso degli anni, ha acquisito rilevanza nel panorama culturale italiano, attirando partecipanti da tutto il territorio nazionale.

## Organizzazione
- Ente promotore: Associazione Letteratura Cultura Editoria (LCE)

- Partner editoriale: Laura Capone Editore

- Patrocinio: Presidenza dell'Assemblea Capitolina

- Edizioni recenti: XIII Edizione (2025)

## Sezioni del premio
Il concorso prevede diverse sezioni, tra cui:
- Poesia inedita
- Racconto breve
- Sillogi poetiche edite e inedite
- Romanzo inedito
- Romanzo edito
- Arti grafiche (fotografie, dipinti, creazioni artistiche)
- Fiabe e favole per bambini
- Saggistica a tema: Il bello dell'Italia
- Brani musicali con testo (tutti i generi)

## Vincitori aggiornati ogni anno (2025)[1]
- Adriano Carini
- Alberto Del Fabbro
- Alberto Lotti
- Alberto S. Morra
- Alessandro Multari
- Alibel
- Angela Andreozzi
- Angela Caputo
- Angela Mazzanti
- Anna Rita Pani
- Antonella Cipollone
- Antonella Iovinella
- Antonietta Ghidini
- Antonino Orlando
- Antonio Di Palma
- Arianna Conoscitore
- Barbara Fornetti
- Bernardo Boria
- Carmela Pisani
- Caterina de Franco
- Cesare Bardazzi
- Chiara Marchesini
- Cinzia Panuccio
- Claudia Arconi
- Claudio Bezzi
- Claudio Caldarelli
- Claudio Donadio
- Claudio Vastano
- Claudiano Sironi
- Cleofe Bucchi
- Cristiano Zuccarelli
- Cristina Bruscaglia
- Cristina Di Giorgi
- Cristina Frascati
- Daniela Carmen Mainardi
- Daniela Mortillaro
- Daniele Bartocci
- Daniele Bonanni
- Davide Borrelli
- Davide Cannella
- Dino Tropea
- Domenico Pujia
- Donatella Nardin
- Edda Tomasoni
- Eleonora Salina
- Elisa Isaia
- Elisa RE
- Elisa Tosti
- Elli Signani
- Emanuela Caracciolo
- Emanuela Toninato
- Emanuele Russo
- Ernesto de Feo
- Fabio Pellegrini
- Federico Ranzanici
- Flora Daniela Gafforini
- Francesco Masini
- Francesco Napoletano
- Francesca Di Perna
- Francesca Pelliccia
- Franco Lanciani
- Franco Porchetti
- Franco Prevete
- Gabriella Giammaria
- Giancarlo Santacatterina
- Gianni Cellè
- Giordano Bovo
- Giorgio Carratta
- Giorgianna Moschet
- Giorgia Felici
- Giovanni Gaglione
- Giovanni Stagno
- Giovanna Pastega
- Giuditta Dicristinzi
- Giuseppe Castellino
- Giuseppina Pompetti
- Ignazio Nucita
- Jacopo Pignatiello
- Laura Lippi
- Laura Marcucci
- Laura Piacentini
- Liborio Patimisco
- Marco Biffani
- Marco Favaloro
- Marco Mauro
- Marco Oreste Marelli
- Marco Tamburrino
- Maria concetta Di Leo
- Maria Teresa Galante
- Marianna Cavaliere
- Mario De Ruberto
- Marisa Casti
- Massimo Guaglione
- Mauro Gigli
- Michele Gallo
- Morena Virgini
- Olga Rapelli
- Paola Cecchini
- Pierpaolo Masciocchi
- Pietro buccinnà
- Pietro Calò
- Pietro Chiariello
- Rajna Nogarova
- Riccardo Martellucci
- Roberto Bonaiuti
- Roberto De Nart
- Rodolfo Lisi
- Rosalba Flaviano
- Rosaria Colturi Huskamp
- Rossella Rossi
- Sebastian Dara
- Silvano Giacosa
- Simonetta Gorsegno
- Stella Benincampi
- Tiziana Piro
- Vincenzo Guaglione
- Vincenzo Lanna

## Rilevanza
Il premio è riconosciuto come uno dei principali appuntamenti nazionali dedicati agli autori italiani emergenti, offrendo visibilità e opportunità di pubblicazione. La sua continuità e il patrocinio istituzionale ne attestano la rilevanza nel panorama letterario italiano.